# Dii (Thraces)
Pour les articles homonymes, voir Dii.

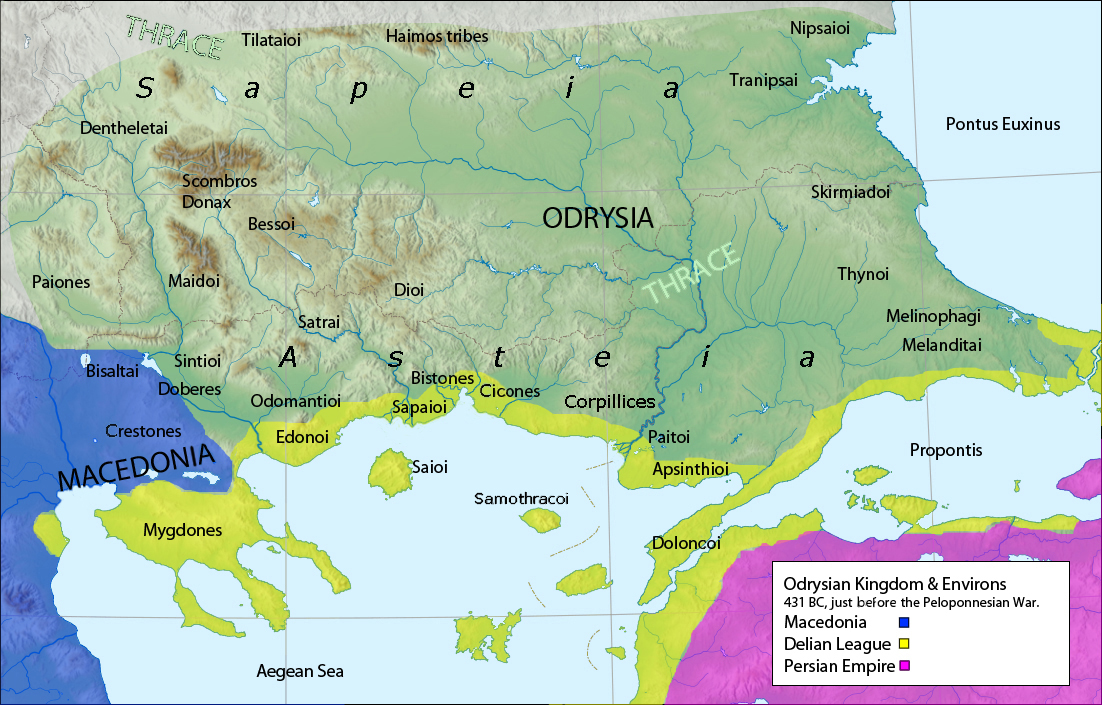
Les principales tribus thraces au

Les Dii (en grec ancien Δίοι / Dioi) sont une antique tribu thrace habitant le versant septentrional des Rhodopes sur les rives de la Mesta et réputée pour compter de redoutables guerriers.

## Histoire
Les Dii sont une tribu thrace indépendante réputée pour leurs mercenaires porteurs d'épées. Ils vivent sur les contreforts des Rhodopes en Thrace, plus particulièrement sur la rive est du Nestos depuis les sources jusqu'aux gorges du Nestos.
Thucydide affirme qu'ils forment la plus redoutable infanterie de l'armée de Sitalcès, le roi des Odryses, lors de l'attaque contre la Macédoine en 429 av. J.-C. D'après Thucydide, les Dii ont été responsables des pires atrocités de la guerre du Péloponnèse,. Un groupe de 1 300 mercenaires Dii a en effet été embauché comme mercenaires par Alcibiade pour l'expédition de Sicile en 413 av. J.-C. Ils parviennent à Athènes alors que l'expédition est déjà partie pour Syracuse ; les Athéniens décident  donc de les renvoyer en Thrace mais en leur demandant de causer des dégâts à leurs adversaires sur le chemin du retour. Ainsi, sous le commandement d'un Athénien, ils débarquèrent près de Tanagra en Béotie et attaquent par surprise Mycalèse. La ville tombe facilement et les troupes thraces tuent tous ses habitants, hommes, femmes, vieillards, enfants et animaux, et détruisent les maisons et les temples. Lorsque la nouvelle parvient à Thèbes, un détachement militaire est envoyé et défait les Dii. Selon Thucydide, 250 Thraces et 20 Thébains ont trouvé la mort dans ces combats.